# 日本大学工学部・大学院工学研究科
日本大学工学部（にほんだいがくこうがくぶ、College of Engineering, Nihon University）は、土木工学、建築学、機械工学、電気電子工学、生命応用化学、情報工学の全6学科を教育・研究する大学の学部である。また 、工学研究科（こうがくけんきゅうか）は工学の理論および応用を教育・研究する大学院の研究科である。

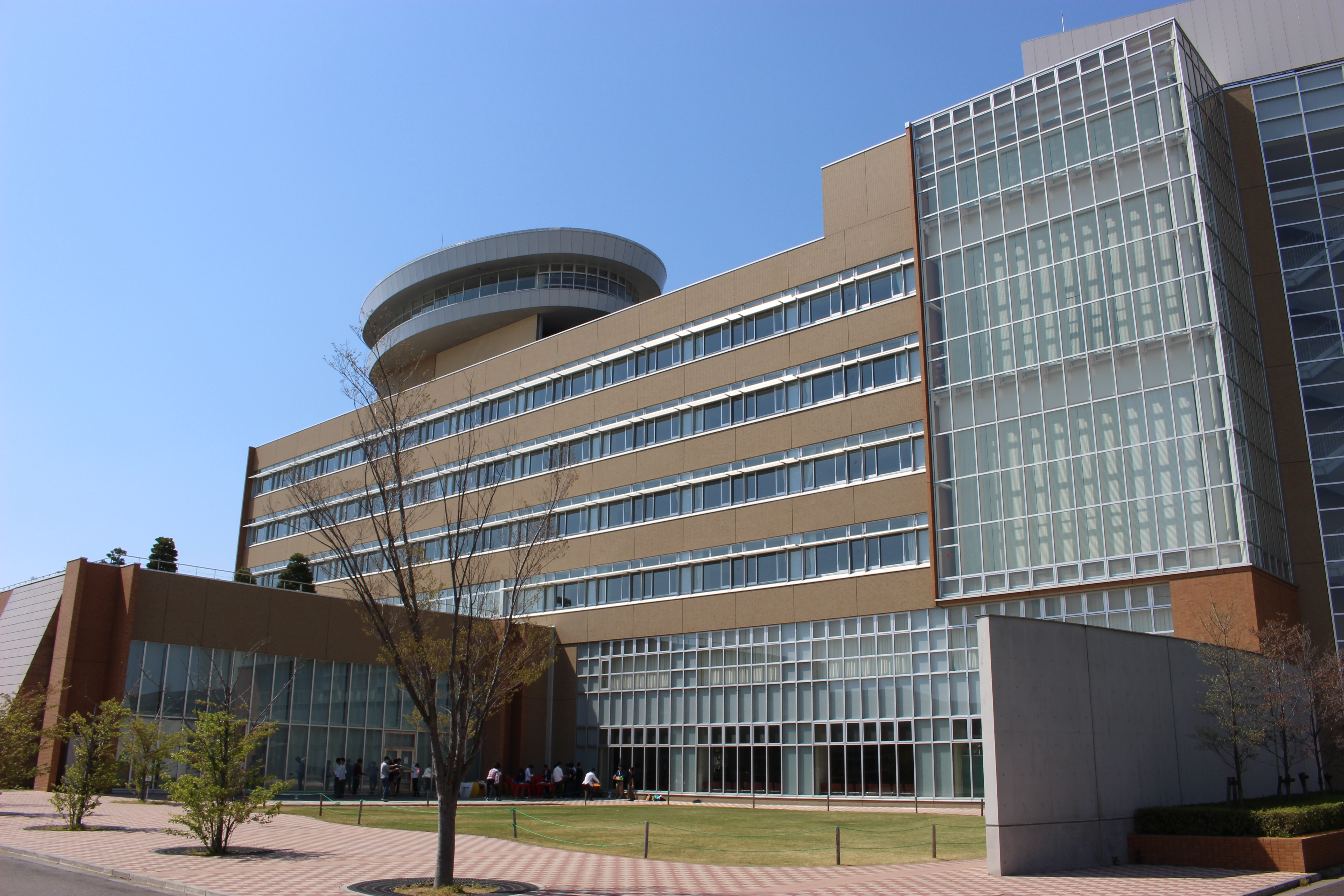
工学部70号館

## 概要
年々、ロハスの工学が期待されていることから、日本大学工学部ではロハスエンジニアの育成に取り組んでいる。2009年には「ロハスの家1号」また、2010年には「ロハスの家2号」が完成し、ロハスの工学を教育するための環境が設備されている。産学連携、省エネルギー型雨水の再資源化システム、乳がんチェッカー、遺伝子解析装置、などの研究が行われている。
放送大学学園と単位互換協定を結んでおり、放送大学で取得した単位を卒業に要する単位として認定することができる。工学部キャンパスは福島県郡山市に所在しており、日本大学東北高等学校が隣接している。
令和元年10月の台風19号では付近を流れる阿武隈川が氾濫してキャンパス内が水に浸かるなど甚大な被害が生じた。

## 沿革
専門部工科→第二工学部→工学部と名称変更している。
- 1889年 - 日本法律学校創立
- 1903年 - 日本大学と改称
- 1928年 - 日本大学工学部（現・理工学部）を開設
- 1929年 - 旧工学部に専門部工科（土木、建築、機械、電気の4科）を併置
- 1947年 - 専門部工科が神田駿河台から福島県高瀬村および守山町へ移転（郡山工科）
- 1949年 - 日本大学第二工学部が発足し、第1回入学式を挙行
- 1951年 - 旧制工科最後の卒業式を挙行[4]
- 1966年 - 学部名を第二工学部から工学部に変更
- 1968年 - 新実験棟（現14・15・16号館）完成
- 1970年 - 大学院工学部研究科修士課程を設置
- 1972年 - 大学院工学部研究科博士課程を設置
- 1992年 - 情報工学科の設置が認可され、6学科となる
- 1997年 - 日本大学大学院工学研究科に情報工学専攻修士課程が設置され、6専攻となる
- 1998年 - 電気工学科を電気電子工学科と改称
- 1999年 - 日本大学大学院工学研究科に情報工学専攻博士後期課程が設置され、6専攻となる
- 2000年 - 工業化学科を物質化学工学科に改称
- 2002年 - 次世代工学技術研究センター竣工。工学研究科電気工学専攻を工学研究科電気電子工学専攻に改称
- 2003年 - 環境保全・共生共同研究センター竣工
- 2004年 - 工学研究科工業化学専攻を工学研究科物質化学工学専攻に改称
- 2006年 - 70号館を竣工
- 2010年 - 物質化学工学科を生命応用化学科と改称
- 2013年 - 臨床工学技士課程を設置
- 2014年 - 工学研究科物質化学工学専攻を工学研究科生命応用化学に改称

## 組織

### 学科・コース等
- 土木工学科
  - 社会基盤デザインコース
  - 環境デザインコース
- 建築学科
  - 建築エンジニアリングコース
  - 建築デザインコース
  - アーキテクトコース
- 機械工学科
  - システムダイナミック系
  - エネルギーシステム系
  - システムインテグレーション系
- 電気電子工学科
  - 電子情報通信コース
  - 電気エネルギーコース
  - 情報通信コース（学生募集停止）
  - 電気電子コース（学生募集停止）
- 生命応用化学科
  - 応用化学系
  - 環境化学系
  - 生命化学系
  - 生命分子化学コース（学生募集停止）
  - 未来材料開発コース（学生募集停止）
  - 環境調和プロセス探求コース（学生募集停止）
- 情報工学科
  - 情報システムコース
  - 情報デザインコース

### 大学院
- 工学研究科
  - 土木工学専攻
  - 建築学専攻
  - 機械工学専攻
  - 電気電子工学専攻
  - 生命応用化学専攻
  - 情報工学専攻

## 臨床工学技士課程
機械工学科と電気電子工学科の学生を対象に、厚労省認可の臨床工学技士の受験資格が得ることが可能な臨床工学技士課程を設置。厚生労働大臣指定臨床工学技士課程科目の修了予定者は、卒業シーズンの3月に国家試験を受験できる。合格者には卒業と同時に臨床工学技士国家資格が得られる。

## 研究
- 工学研究所

## 教職課程

### 大学4年間で取得可能な免許状
以下が卒業時に取得可能な教員免許状である。
- 中学校教諭一種免許状
  - 数学・理科・技術（全学科取得可能、技術は情報工学科のみ困難[注 2]）
- 高等学校教諭一種免許状
  - 数学・理科（全学科取得可能）
  - 工業（情報工学科のみ困難[注 2]）
  - 情報（電気電子工学科と情報工学科のみ取得可能）

### 大学院博士前期課程修了者
大学院博士前期課程修了者で、学部時に基礎免許状取得者が、大学院の教職課程で関係する授業科目の単位を修得した場合、免許状を取得できるのは以下の専攻である。
- 中学校教諭専修免許状
  - 数学（情報工学専攻のみ）
  - 理科（物質科学工学専攻のみ）
  - 技術（機械工学専攻と電気電子工学専攻のみ）
- 高等学校教諭専修免許状
  - 数学（情報工学専攻のみ）
  - 理科（物質化学工学専攻のみ）
  - 工業（情報工学専攻のみ不可）

## 施設
- 本館
- 70号館（教室棟）
- 図書館工学部分館
- 50周年記念館（ハットNE） - 大講堂、AV教室、バーチャルスタジオ、学生食堂（900席）、カフェテリア（300席）、文具・書店、コンビニエンスストア等が入居。
- 情報研究棟
- 54号館（中講堂）
- 30周年記念館 - 校史資料室として古い計算機や工作機などを展示
- 体育館（大講堂）シンボルの風力発電機
- グラウンド

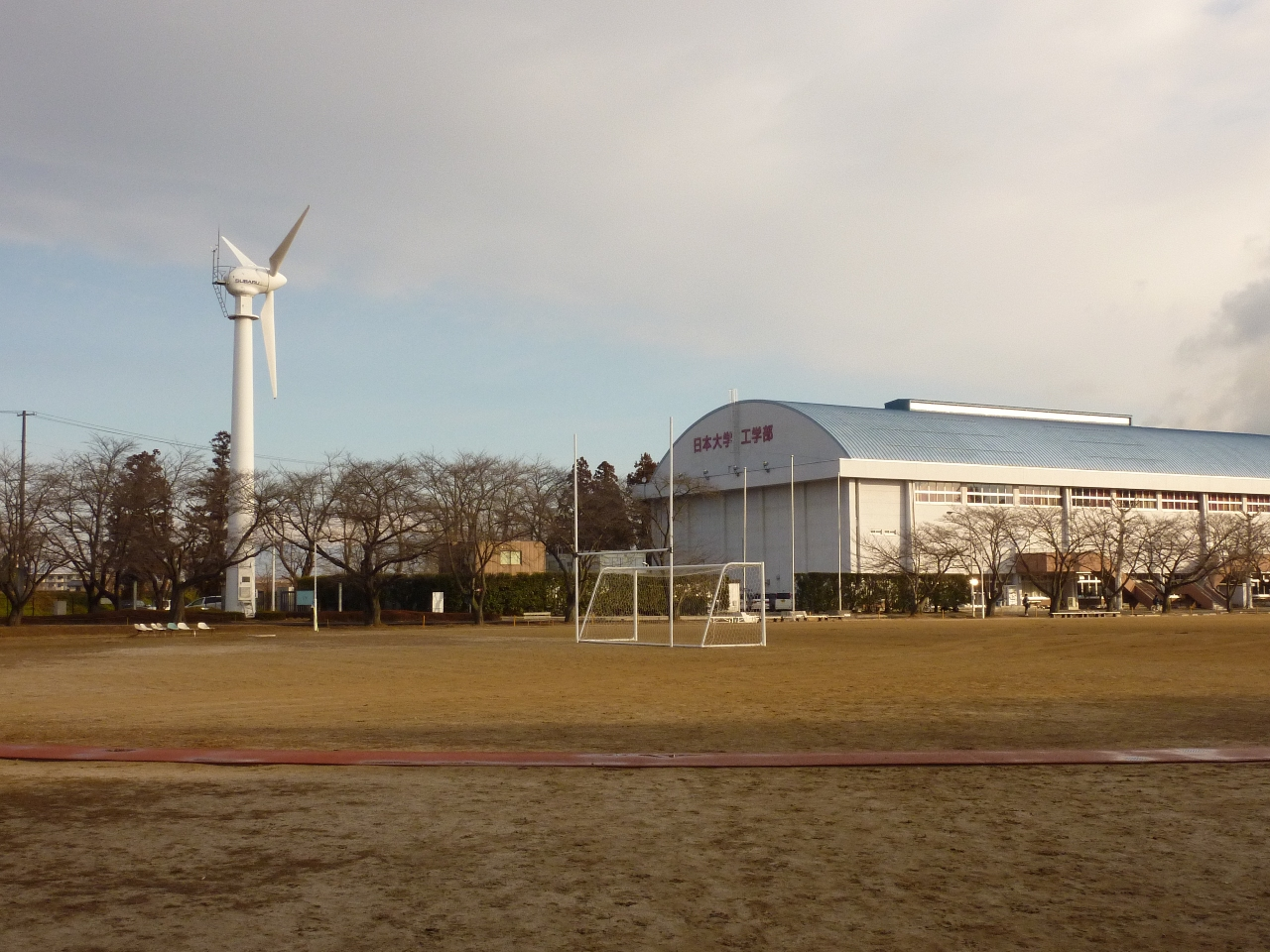
シンボルの風力発電機

- 部室棟 - 更衣室、シャワー室。約40のクラブ、サークルが使用。
- 心静緑感広場
- 風力発電装置
- ロハスの家
- 環境保全・共生共同研究センター
- 次世代工学技術研究センター
- 郡山地域テクノポリスものづくりインキュベーションセンター（日本大学産官学連携知財センター）

## 所在地
- 福島県郡山市田村町徳定字中河原１
  - 交通手段
    - JR東北本線「郡山駅」下車、福島交通バス（日本大学行）で20分「日本大学」下車。
    - JR東北本線「安積永盛駅」下車、徒歩15分。

## 関係者
出身者
- 植之原道行 - 工学者（電子工学）、技術経営者、日本電気（NEC）副社長最高技術経営者・特別顧問・顧問、多摩大学名誉教授、元電子情報通信学会副会長
- 新宮清志 - 工学者（構造工学）、日本大学名誉教授、元日本建築学会副会長
- 田本憲吾（土木本科）[8] - 北海道帯広市長（第6代）[9]
- 長澤悟 - 建築学者。工学博士。専門は建築計画（教育施設・地域施設）。元日本大学工学部教授。東洋大学名誉教授。教育環境研究所所長。
- 引田天功 (初代) - マジシャン
- 広瀬正 - 作家
- 真弓田一夫 - 俳優
- 山口廣 - 建築史家、日本大学名誉教授
- 中村義作 - 東海大学教授、静岡県立大学名誉教授
- 梶山静六 - 元自治大臣・通商産業大臣・法務大臣・内閣官房長官
- 小岩井清 - 元衆議院議員（中退）
- 小早川元治 - 自動車技術者、男爵小早川家の元当主
- 稲葉陽子 - アナウンサー
- 大野均 - 元ラグビー選手、元ラグビー日本代表
- 平田輝 - シンガーソングライター

その他